# Septoplastia
La septoplastia, (del latín saeptum, «tabique» y del griego antiguo: πλάσσειν, romanizado: plassein, «dar forma»), o resección submucosa del tabique y reconstrucción septal, es un procedimiento quirúrgico correctivo para enderezar un tabique nasal desviado. El tabique es la separación entre las dos cavidades nasales. Lo ideal es que el tabique esté recto en el centro de la nariz. Cuando se desvía hacia una de las cavidades, la estrecha e impide el flujo del aire. Un tabique nasal desviado o una nariz «torcida» internamente pueden producirse durante el parto o como consecuencia de una lesión u otro traumatismo. Si la pared que actúa como separadora entre los dos lados de la nariz se inclina hacia uno de los lados en un ángulo mayor al 50 %, podría producir dificultades respiratorias. A menudo, el cornete inferior del lado opuesto se agranda, lo que se denomina hipertrofia compensatoria. Las desviaciones del tabique pueden ocasionar obstrucción nasal. La mayoría de las cirugías se completan en 60 minutos o menos, mientras que el tiempo de recuperación puede extenderse varias semanas. En pocas palabras, la septoplastia es una cirugía que ayuda a reparar los conductos de la nariz haciendo que sea más fácil respirar. La operación se suele realizar a pacientes con el tabique desviado, rinitis recurrente o problemas sinusales.

## Procedimiento

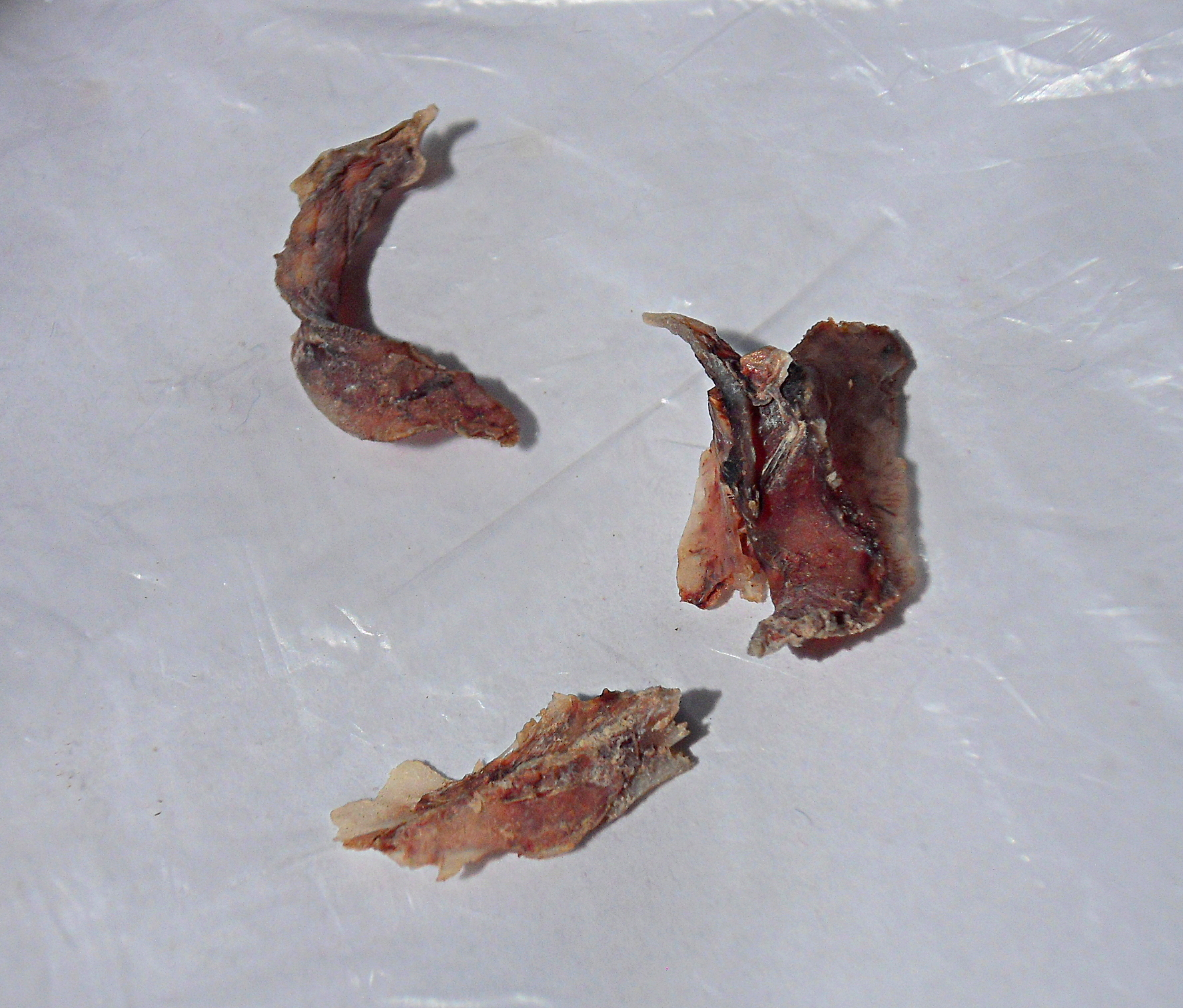
Piezas extraídas de las fosas nasales durante la septoplastia.

El procedimiento implica una cuidadosa extirpación/realineación de parte del hueso y/o cartílago en la cavidad nasal. Bajo anestesia general, el cirujano trabaja a través de las fosas nasales, haciendo una incisión en el recubrimiento del tabique para llegar al cartílago o hueso que sea el objetivo de la operación. Esto se puede realizar con un endoscopio o con técnicas abiertas. Se conserva suficiente cartílago y hueso para sostener la estructura. Una vez que se ha enderezado el tabique, se puede estabilizar temporalmente con pequeños tubos de plástico, férulas o suturas internas. También se pueden trasplantar injertos de piel para sostener las estructuras internas.

### Indicaciones
Además de para tratar pacientes con el tabique nasal desviado causando obstrucción del flujo de aire y hasta dificultad respiratoria, rinitis recurrente o sinusitis, la septoplastia se realiza como vía para abordar la hipofisectomía. En ocasiones también se realiza para curar el sangrado de nariz recurrente (epistaxis) debido a un espolón septal.

### Contraindicaciones
La septoplastia no se debe realizar en caso de infección nasal o sinusal aguda. También se debe evitar si el paciente tiene diabetes no tratada, hipertensión severa o diátesis hemorrágica.

## Post operación
A no ser que haya complicaciones inusuales, no hay hinchazón ni decoloración de la nariz externa o la cara con solo la septoplastia. Con las técnicas quirúrgicas moderna, es raro que se tapone la nariz, pero es común colocar férulas en el interior de la nariz durante unos días, dispositivos que no son visibles por fuera. Las férulas no son visibles externamente. Se les debe dar antibióticos profilácticos contra organismos grampositivos a los pacientes con férulas nasales para prevenir el posible síndrome del shock tóxico.
El uno por ciento de los pacientes puede experimentar sangrado excesivo después del procedimiento y el periodo de riesgo dura hasta dos semanas. Esto podría requerir taponamiento o cauterización, pero normalmente se maneja de manera segura y sin comprometer el resultado quirúrgico. La perforación del tabique y hematoma en la zona son posibles, así como una reducción del  sentido del olfato. También es común el entumecimiento de los dientes superiores frontales después de la operación. En ocasiones, el entumecimiento se extiende al maxilar superior y a la punta de la nariz. Esto normalmente se soluciona en unos meses.
Los tejidos nasales deberían estabilizarse entre 3 y 6 meses después de la operación, aunque el desplazamiento puede darse hasta más de un año después.
Un ensayo controlado aleatorio encontró que las personas que se sometieron a la septoplastia mostraban una mayor mejora en sus síntomas y calidad de vida después de 6 meses en comparación con personas que trataban la obstrucción de las vías respiratorias con aerosoles nasales.

### Complicaciones de la septoplastia
- Perforación del septo nasal debido al trauma bilateral de los colgajos mucopericondriales a cada lado del tabique.
- Hematoma y absceso en el tabique.
- Adherencias y sinaquias entre la mucosa septal y la pared lateral de la nariz.
- Nariz en silla de montar debido a la sobreextirpación de la pared dorsal del cartílago septal.
- Punta de la nariz caída debido a la extirpación de la base de la nariz.